# Misumenops bivittatus
Misumenops bivittatus là một loài nhện trong họ Thomisidae.
Loài này thuộc chi Misumenops. Misumenops bivittatus được Eugen von Keyserling miêu tả năm 1880.